# Igo
L'igo (o achlo, o ahlon, etc.) és la llengua que parlen els bogos de Togo. En 1995, segons diu H. Massanvi Gblem en el seu llibre Les langues du Togo, hi havia 6.000 parlants d'igo i segons el joshuaproject ara n'hi ha 9.500. El seu codi ISO 639-3 és ahl i el seu codi al glottolog és igoo1238.
Els igo-parlants viuen a la regió dels Altiplans de togo, a l'extrem nord-occidental de la prefectura de Danyi, a la zona de l'aldea de Sassanou, al cantó de Bogo-Ahlon, a vora la frontera amb Ghana.

## Família lingüística
L'igo és una llengua kwa, família lingüística que forma part de les llengües Benué-Congo. Concretament, segons l'ethnologue, forma part del grup lingüístic de les llengües kposo-ahlo-bowili. Les altres llengües d'aquest grup lingüístic són l'adangbe, l'ikposo i el tuwuli. Segons el glottolog, en aquest subgrup lingüístic només hi ha l'igo, l'ikposo i el tuwuli.

## Sociolingüística, estatus i ús de la llengua
L'igo és una llengua desenvolupada (EGIDS 5): gaudeix d'un ús vigorós i té forma estandarditzada i literatura, tot i que no és totalment sostenible. No hi ha persones monolingües en igo. La majoria dels seus parlants també parlen l'ewe, l'àkan, el francès, l'ikposo, el lelemi, el sekpele i el tem. L'igo s'escriu en alfabet llatí. Entre el 2001 i el 2005 s'hi van traduir fragments de la Bíblia, ja que el cristianisme és la religió més important del país.
El 33% dels parlants d'igo estan alfabetitzats en aquesta llengua. Segons l'ethnologue, hi ha 2.000 persones que el poden llegir i 1.000 que el poden llegir. També existeix diccionari i gramàtica en aquesta llengua.

## Fonètica
Presenta 23 fonemes consonàntics, 12 fonemes
vocàlics, harmonia vocal i tonal.

## Gramàtica
Conjugacions verbals
L'ahlo és una llengua SVO (subjecte+verb+objecte).
L'ordre dels mots és: GNS – VP (E) (C) 
SN= Sintagma Nominal, GVP= verbs predicatius- C
C= Complements 
E= Expansió
En el GV, les modalitats verbals i els verbs
auxiliars es col·loquen abans del verb principal. Un verbs pot tenir fins a cinc modalitats i els seus auxiliars van després.
| a  | za | ha | kpa | naaa | fa | naanyii |
| -- | -- | -- | --- | ---- | -- | ------- |
| pp | 1  | 2  | 3   | 4    | 5  |         |

Enunciats nominals
L'ordre dels mots és: GN+PN
GN= Grup Nominal, PN= predicat nominal
Els predicats nominals són: 
- Predicat amb valor presentatiu: Afi

- Predicat amb valor identificatiu: Ēʠí

- Predicat amb valor interrogatiu: ē

- Predicat amb valor causal: sú

- Predicat amb valor atributiu: àni

- Predicat amb valor alocutiu: ʠó

Tots els enunciats nominals formen la seva
negació de la mateixa manera, afegint un morfema negatiu káʠí.
El sistema de concordança gramatical
El sistema d'afinació de l'ahlo és bastant
diferent del de la majoria dels idiomes. En l'ahlo, l'afinació es dona dues
oposicions binàries, un sistema de prefixos de marcat de quatre simultàniament
l'oposició:
|          | Singular | Plural |
| -------- | -------- | ------ |
| Animat   | u-       | Bu-    |
| inanimat | Ki-      | Ke-    |

Pronoms
Els pronoms personals en ahlo són ͻmi (yo), ͻwe (tu), únì (ell), ówò (Nosaltres), émì (vosaltres), búnì (ells).
Els pronoms possessius són àmí (meu), ánì (teu),níì (seu), ówò nì (nostre),éèmi (vostre),míì (seu).